# ザ・ペンフレンドクラブ
The Pen Friend Club（ザ・ペンフレンドクラブ）は、日本のロックバンド。

## 概要
2012年にリーダーで漫画家の平川雄一により結成。同年8月の初ライブ以降、精力的にライブとレコーディングを行う。2013年と2014年に完全セルフプロデュースで制作した自主制作盤2枚『Three By The Pen Friend Club』『Four By The Pen Friend Club』が各方面で話題を呼び、各500枚が即完売。音楽性はザ・ビーチ・ボーイズ、フィル・スペクター周辺の1960年代中期ウェストコースト・ロック。1960年代アメリカン・ポップ、ソフトロックへ憧憬を持ったサウンド・ディレクションで1960年代中期ウェストコースト・ロック、ウォール・オブ・サウンドを再構築。そのサウンドはいずれもクオリティが高く、国内外のザ・ビーチ・ボーイズ、フィル・スペクター、大瀧詠一、山下達郎の各ファンからも評価を得ており、当時を知らない若い世代にはサウンドが新鮮過ぎる、 という現象を引き起こし注目を集めている。
不定期的に自主イベント｢Add Some Music To Your Day｣「SHE’S GOT RHYTHM!」を開催している。
平川は『THE DIG Special Edition ビーチ・ボーイズ』（シンコーミュージック・エンタテイメント刊・2012年）に描き下ろし漫画を執筆。『ザ・ビーチ・ボーイズ/アン・アメリカン・バンド [DVD]』（ポニーキャニオン・2014年）のジャケット画、装丁、解説、『ザ・ビーチ・ボーイズ・トゥディ』『サマー・デイズ』（ユニバーサルミュージック・2014年）のライナーノーツを寄稿するなどザ・ビーチ・ボーイズフリークとしても知られている。

## 制作
録音物のプロデュース、ミキシング、マスタリング、カバーアート、及びオリジナル曲の作曲・編曲は平川が手掛けている。(※8thアルバムからは他メンバーも自作曲を提供。)アルバムには同曲のステレオミックスとモノラルミックスそれぞれが収録されており、1stアルバム『Sound Of The Pen Friend Club』にはア・カペラ、カラオケのテイクが収録される通常のJ-POPでは特殊な形態で、1960年代の洋楽人気バンドのコレクター向け発掘商品であるかのようにプレゼンしている。4thアルバム『Wonderful World Of The Pen Friend Club』までは、アルバムごとにメインボーカルを変えたことでも知られたが、平川によれば意図的ではないとのこと。ほぼすべてのアルバムにバンド名が入っているのも特徴の一つ。

## メンバー

### 現メンバー
- 平川雄一 - ヴォーカル、コーラス、ギター、パーカッション（2012年 - 現在）
- 西岡利恵 - ベース、コーラス（2012年 - 現在）
- 祥雲貴行 - ドラムス、パーカッション（2014年 - 現在）
- 中川ユミ - グロッケンシュピール、パーカッション（2014年 - 現在）
- リカ - アコースティック・ギター、コーラス（2018年 - 現在）
- そい - オルガン、ピアノ、コーラス（2019年 - 現在）
- Niina - ヴォーカル（2023年 - 現在）
- 大谷英紗子 - サックス、コーラス、パーカッション（2016年 - 2023年～休団）

### 過去メンバー
- ぼたん - オルガン、コーラス（2012年 - 2013年）
- 夕暮コウ - ヴォーカル、コーラス、ギター（2012年 - 2014年）
- あいこ - ドラムス、コーラス（2012年 - 2014年）
- Jeni - グロッケンシュピール、パーカッション（2012年 - 2014年）
- 向井はるか - ヴォーカル、コーラス（2014年 - 2015年）
- 高野ジュン - ヴォーカル、コーラス（2015年 - 2016年）
- ヨーコ - オルガン、ピアノ、コーラス、フルート（2013年 - 2019年）
- 藤本有華 - ヴォーカル、コーラス、パーカッション（2016年 - 2020年）
- Megumi - ヴォーカル、コーラス、フルート（2020年 - 2023年）

### サポートミュージシャン
- 田辺真成香 - ドラムス（2021年 - 2022年）
- zuma - ドラムス（2024年 - ）

## 経歴
2012年結成。平川雄一(Gt)、夕暮コウ(Vo)、西岡利恵(Ba)、Jeni(Glo)、あいこ(Dr)、ぼたん(Key)の6人。8月に初ライブを行う。12月 - 1st EP『Three By The Pen Friend Club』を発表。
2013年3月、ぼたん(key)に代わりヨーコ(key)が加入。
2014年1月、2nd EP『Four By The Pen Friend Club』を発表。夕暮コウ(Vo)、あいこ(Dr)、Jeni(Glo)が脱退。3月、向井はるか(Vo)、祥雲貴行(Dr)、中川ユミ(Glo)が加入。4月16日、1stアルバム『Sound Of The Pen Friend Club』（サザナミレーベル）を発表。
2015年2月11日、2ndアルバム『Spirit Of The Pen Friend Club』を発表。5月、向井はるか(Vo)が脱退、高野ジュン(Vo)が加入。7月14日、ゾンビーズ来日公演のオープニングアクトを務める。12月23日、マイク・ラヴ率いる現ザ・ビーチ・ボーイズのメンバーであるジェフリー・フォスケット（英語版）来日公演のオープニングアクトを務める。
2016年1月20日、3rdアルバム『Season Of The Pen Friend Club』発表。3月、高野ジュン(Vo)が脱退。藤本有華(Vo)が加入。4月、大谷英紗子(Sax)が加入。8月2日、平川がRYUTistに「ふたりの夕日ライン」楽曲提供。アルバム『日本海夕日ライン』収録。
2017年1月14日、シングル『ふたりの夕日ライン/微笑んで』を発表。2月8日、 4thアルバム『Wonderful World Of The Pen Friend Club』を発表。4月22日、RYUTistとのスプリット7インチ・アナログ盤『ふたりの夕日ライン/8月の雨の日』を発表。バニラビーンズとのスプリット7インチ・アナログ盤『Sweet Life/River Deep Mountain High』を発表。平川がRYUTistに「わたしのこみち」楽曲提供。アルバム『柳都芸妓』収録。編曲は「平川雄一&The Pen Friend Club」。9月6日、初のベスト・アルバム『Best Of The Pen Friend Club 2012-2017』を発表。
2018年3月、リカ(A,Gt)が加入。3月21日、5thアルバム『Garden Of The Pen Friend Club』を発表。11月14日、6thアルバム『Merry Christmas From The Pen Friend Club』を発表。12月22日、 RYUTistとのスプリット・シングルCD『Christmas Delights / Auld Lang Syne』(RYUTO RECORDS)を「月見ル君想フ」にて限定販売。
2019年6月15日、ヨーコ(Key)が脱退。6月19日、初期4作（1st～4th）アルバムをリミックス、リマスタリングを施した『THE EARLY YEARS』シリーズとしてサザナミレーベルより一挙発売。7月1日 、そい(Key)が加入。
2020年2月22日、藤本有華(Vo)が脱退。3月11日、シングル『Along Comes Mary／Love Can Go The Distance（山下達郎カバー）』を発表。3月22日、Megumi(Vo)が加入。8月8日、7インチ・アナログ盤『一本の音楽（村田和人カバー）／八月の雨の日』を発表。9月23日、7thアルバム『IN CONCERT』を発表。
2021年、サポート・ミュージシャンとして田辺真成香(Dr)が参加。6月12日、7インチ・アナログ盤『チャイニーズスープ（荒井由実のカバー）／Mind Connection』を発表。
2022年、結成から10年を迎える。9月7日、8thアルバム『The Pen Friend Club』を発表。12月14日、平川がcana÷bissのメンバー、ごいちーに「新しいメロディ（feat. The Pen Friend Club）」楽曲提供。アルバム『聴かせてよ、ミスター』に収録。
2023年2月18日、Megumi(Vo)が脱退。3月4日、Niina(Vo)が加入。8月27日～大谷英紗子(Sax)が休団。
2024年1月17日、7インチ・アナログ盤『Darlin’／土曜日の恋人』を発表。5月1日、9thアルバム『Back In The The Pen Friend Club』を発表。11月6日、ベスト・アルバム第二弾『Best Of The Pen Friend Club 2018-2024』を発表。

## ディスコグラフィー

### EP（CD-R）
- Three By The Pen Friend Club
  - 2012年12月｜（ペンパルレコード）
- Four By The Pen Friend Club
  - 2014年1月｜（ペンパルレコード）

### スタジオ・アルバム
- Sound Of The Pen Friend Club
  - 2014年4月16日｜SZNM-1053（サザナミレーベル）
- Spirit Of The Pen Friend Club
  - 2015年2月11日｜SZNM-1055（サザナミレーベル）
- Season Of The Pen Friend Club
  - 2016年1月20日｜PPRD-0001（ペンパルレコード）
- Wonderful World Of The Pen Friend Club
  - 2017年2月8日｜SZDW-1029（サザナミレーベル）
- Garden Of The Pen Friend Club
  - 2018年3月21日｜PPRD-0003（ペンパルレコード）
- Merry Christmas From The Pen Friend Club
  - 2018年11月14日｜PPRD-0004（ペンパルレコード）
- IN CONCERT
  - 2020年9月23日｜SZDW-1088（サザナミレーベル）
- The Pen Friend Club
  - 2022年9月7日｜SZDW-1105（サザナミレーベル）
- Back In The Pen Friend Club
  - 2024年5月1日｜PPRD-0006（ペンパルレコード）

### 7インチ・アナログ・シングル
- Tell Me (Do You Really Love Me?)／ The Monkey's Uncle
  - 2015年3月25日｜HRS-0009（サザナミレーベル）
- I Like You／Wichita Lineman
  - 2015年4月18日｜SZDU-0001（サザナミレーベル）
- ふたりの夕日ライン(RYUTist+The Pen Friend Club Ver.)／8月の雨の日
  - 2017年4月22日｜SZDW-1033（サザナミレーベル）RYUTistとのスプリット盤
- sweet life／River Deep Mountain High
  - 2017年4月22日｜SZDW-1034（サザナミレーベル）バニラビーンズとのスプリット盤
- 飛翔する日常／Don't Take Your Time
  - 2018年4月21日｜PRDU-0001（ペンパルレコード）
- 一本の音楽／八月の雨の日
  - 2020年8月8日｜SZDW-1086（サザナミレーベル）
- チャイニーズスープ／Mind Connection
  - 2021年6月12日｜SZDW-1092（サザナミレーベル）
- Darlin’／土曜日の恋人
  - 2024年1月17日｜JS7S391（JET SET）
- 新しいメロディ／My New Melodies
  - 2024年4月20日｜SZDW1113（サザナミレーベル）ごいちーとのスプリット盤

### LPレコード
- Sound Of The Pen Friend Club
  - 2016年4月16日｜SZDW-1013（サザナミレーベル）
- Spirit Of The Pen Friend Club
  - 2016年4月16日｜SZDW-1014（サザナミレーベル）
- Season Of The Pen Friend Club
  - 2016年11月3日｜SZDW-1024（サザナミレーベル）
- Wonderful World Of The Pen Friend Club
  - 2017年11月3日｜SZDW-1042（サザナミレーベル）
- Garden Of The Pen Friend Club
  - 2018年11月3日｜SZDW-1062（サザナミレーベル）
- Merry Christmas From The Pen Friend Club
  - 2019年11月3日｜SZDWｰ1074（サザナミレーベル）
- The Pen Friend Club
  - 2023年2月22日｜SZDW-1106（サザナミレーベル）

### CDシングル
- ふたりの夕日ライン／微笑んで
  - 2017年1月14日｜PPRD-0002（ペンパルレコード）
- Christmas Delights／Auld Lang Syne
  - 2018年12月22日｜RP-0001 ※RYUTistとのスプリット盤（Ryuto Records）
- Along Comes Mary／Love Can Go The Distance
  - 2020年3月11日｜PPRD-0005（ペンパルレコード）

### ベスト・アルバム
- Best Of The Pen Friend Club 2012-2017
  - 2017年9月6日｜SZDW-1040（サザナミレーベル）
- Best Of The Pen Friend Club 2018-2024
  - 2024年11月6日｜SZDW-1115（サザナミレーベル）

### コンピレーション・アルバム
- Girls Sazanami Beat! Vol.5
  - 2013年2月9日｜SZNM-1047（サザナミレーベル）[8]
- Girls Harou Beat! Vol.1
  - 2015年11月4日｜SZDW-1004（サザナミレーベル）[9]
- Sazanami Label 15th Anniversary Sampler vol.1
  - 2019年4月24日｜SZDW-1058（サザナミレーベル）[10]
- Sazanami Label 15th Anniversary Sampler vol.2
  - 2019年4月24日｜SZDW-1059（サザナミレーベル）[11]
- MAGICAL CONNECTION 2020
  - 2020年11月25日｜VICL-65432（JVCケンウッド・ビクターエンタテインメント）[12]

## カバー
海外曲
- ザ・ビーチ・ボーイズ
  - 「When I Grow Up (To Be A Man)」「Darlin'」「Please Let Me Wonder」「Sherry She Needs Me」「Little Saint Nick」「Fun, Fun, Fun」
- ザ・ビーチ・ボーイズ & アネット・ファニセロ
  - 「The Monkey's Uncle」
- ザ・ロネッツ
  - 「Do I Love You」「How Does It Feel?」「Born To Be Together」
- ブルース&テリー
  - 「Don't Run Away」
- ザ・トレードウィンズ（英語版）
  - 「New York's A Lonely Town」「Summertime Girl」「The Girl From Greenwich Village」
- グレン・キャンベル
  - 「Guess I'm Dumb」「Wichita Lineman」「By the Time I Get to Phoenix」
- キャプテン&テニール
  - 「Love Will Keep Us Together」
- ザ・ラグドールズ
  - 「Dusty」
- ザ・ロイヤレッツ（英語版）
  - 「Poor Boy」
- アイク&ティナ・ターナー
  - 「River Deep - Mountain High」
- フィフス・ディメンション
  - 「Love's Lines, Angles and Rhymes」
- ロジャー・ニコルズ
  - 「Don't Take Your Time」
- ブライアン・ウィルソン
  - 「Melt Away」「Let It Shine」
- バート・バカラック
  - 「My Little Red Book」
- ヤング・ラスカルズ
  - 「Good Lovin'」
- エルトン・ジョン
  - 「クロコダイル・ロック」
- マライア・キャリー
  - 「恋人たちのクリスマス」
- ワム!
  - 「ラスト・クリスマス」
- ブレンダ・リー
  - 「Rockin' Around the Christmas Tree」
- ボビー・ヘルムズ
  - 「ジングルベル・ロック」
- アソシエイション
  - 「Along Comes Mary」
- カーペンターズ
  - 「愛にさよならを」「Merry Christmas Darling」
- ダーレン・ラヴ
  - 「Long Way To Be Happy」「Christmas (Baby Please Come Home)」
- スティービー・ワンダー
  - 「For Once In My Life」
- ザ・モンキーズ
  - 「Pleasant Valley Sunday」
- ザ・ビートルズ
  - 「ゴット・トゥ・ゲット・ユー・イントゥ・マイ・ライフ」
- マーヴィン・ゲイ＆タミー・テレル
  - 「エイント・ノー・マウンテン・ハイ・イナフ」
- フランキー・ヴァリ
  - 「君の瞳に恋してる」
- フォー・トップス
  - 「リーチ・アウト・アイル・ビー・ゼア」

- ラヴィン・スプーンフル
  - 「Do You Believe In Magic?」
- シラ・ブラック
  - 「アルフィー」
- エディ・ホールマン
  - 「ヘイ・ゼア・ロンリー・ガール」

国内曲
- 山下達郎
  - 「土曜日の恋人」「Love Can Go The Distance」
- RYUTist
  - 「ふたりの夕日ライン」「わたしのこみち（＝まばたき）」「新しいメロディ（＝My New Melodies）」
- 大瀧詠一
  - 「夏のペーパーバック」「水彩画の町」
- 村田和人
  - 「一本の音楽」
- 荒井由実
  - 「チャイニーズスープ」
    - 吉田美奈子バージョンを下地にヤードバーズ「Jeff's Boogie」とマッシュアップ